# Zadar (plaats)
Zadar (Dalmatisch: Jadra of Jadera; Italiaans: Zara; Venetiaans: Jatara; Toscaans: Giara; Hongaars: Zára; Servisch: Задар; Latijn: Ladora of Diadora; Oudgrieks: Ἴδασσα of Idassa; Oudfrans: Jadres; Catalaans: Jazara, Jara of Sarr; Arabisch: جاذَرة of Jādhara en جادَرة of Jādara) is een havenstad in Kroatië aan de Adriatische Zee. De stad telde 70.779 inwoners in 2021.

## Geschiedenis
Zadar heeft een lange en gevarieerde geschiedenis, waarin het behalve Kroatisch ook Romeins, Byzantijns, Hongaars, Venetiaans, Frans, Oostenrijks en Italiaans is geweest. Lange tijd is de stad bekend geweest onder haar Italiaanse naam Zara.
Als de kruisvaarders in het voorjaar van 1202 (Vierde kruistocht) in Venetië arriveren, blijkt het aantal kruisvaarders van 33.500 niet gehaald te zijn en moet men genoegen nemen met de helft van het genoemde aantal. Wel vertrekken er nog meerdere kruisvaarders uit andere havens, zoals Genua en Marseille. Ook aan de afgesproken afbetaling van 160.000 zilvermarken kan niet worden voldaan, er wordt enkel een betaling gedaan van 85.000 zilvermarken. De doge Enrico Dandolo kon hier geen genoegen mee nemen, maar enkele dagen later bij een kerkelijke ceremonie kwam hij met een voorstel dat de kruisvaarders hun overige schuld konden aflossen als ze de havenstad Zara konden heroveren op de Kroaten en haar weer in handen zouden geven van de republiek Venetië.
De republiek Venetië nam een groot risico om de kruisvaarders te verschepen, want de helft van de bevolking was bezig om de kruisvaarders over te zetten en dat ging ten koste van de economische bloei. De aanval op Zadar duurde van 10 november tot 23 november 1202. De havenstad werd benaderd door vijftig voedingstransportboten, honderd paardengaleien en zestig oorlogsschepen, elk gevuld met circa zeshonderd kruisvaarders. Zadar werd in dertien dagen tijd aan puin geschoten door vijftien katapulten, waarna de kruisvaarders zonder grote problemen de stad konden innemen.
Na de Vrede van Campo Formio (1797) kwam de stad onder het bestuur van het keizerrijk Oostenrijk, net als de rest van Kroatië. Vanaf 1806 kwam het onder bestuur van het koninkrijk Italië en later van de Illyrische Provincies die weer bestuurd werden door Napoleon Bonaparte. Na 1813 kwam de stad weer onder Oostenrijks bestuur en werd het de hoofdstad van het afhankelijke koninkrijk Dalmatië.
De stad had echter een grote Italiaanse bevolking en in de loop van de 19e eeuw zou de roep om aansluiting bij Italië dan ook steeds sterker worden wat tot spanningen in de stad leidde. In 1920 was het zover. In het Verdrag van Rapallo werd bepaald dat de stad, samen met enkele eilanden, aan Italië zou worden toegekend. Na de Tweede Wereldoorlog, waarin de stad werd gebombardeerd, vluchtten de Italiaanse inwoners naar Italië en in 1947 werd Zadar toegevoegd aan de Socialistische Federale Republiek Joegoslavië.
In 1991 braken er anti-Servische rellen uit in de stad en tijdens de Kroatische Onafhankelijkheidsoorlog werd Zadar meermalen onder vuur genomen. Sinds 2002 heeft de stad een universiteit.

## Bevolking
Op 31 augustus 2021 telde Zadar 70.779 inwoners. Dit waren 4.283 mensen (-5,7%) minder dan 75.062 inwoners bij de census van 31 maart 2011. De gemiddelde jaarlijkse groei in die periode komt daarmee uit op -0,56%, hetgeen hoger is dan het landelijk jaarlijks gemiddelde over deze periode (-0,97%). In 1991 had Zadar nog een recordaantal van 80.355 inwoners.
|  |

## Cultuur

### Bezienswaardigheden
De stad is rijk aan historische bouwwerken. In het centrum is de Sint-Anastasiakathedraal te vinden, een Romeins forum en de centrale winkelstraat Široka ulica. Deze wordt in de volksmond Kalelarga (Lange straat) genoemd. De Sint-Donatuskerk is een ronde kerk uit de 9e eeuw in preromaanse architectuur. Bij de kerk wordt elke zomer een muziekfestival gehouden. Deze wordt in de volksmond Donat genoemd.
Langs het centrum loopt de boulevard Riva Nova die eindigt bij twee kunstwerken van Nikola Bašić: de Zonnegroet, een grote cirkel die overdag oplaadt door middel van driehonderd zonnecellen en 's avonds gekleurd licht geeft, en het Zeeorgel dat geluid maakt op het ritme van de branding. 
In de stadsmuur is een Venetiaanse stadspoort te vinden uit 1543 waarin de Leeuw van Sint-Marcus afgebeeld staat. Buiten de stad is een 15e-eeuwse citadel te vinden.
In Zadar zijn eveneens een archeologisch en een maritiem museum gevestigd.

## Partnersteden
- Banská Bystrica (Slowakije), sinds 1995

## Bekende inwoners van Zadar

### Geboren
- Johanna II van Napels (1373-1435), koningin van Napels
- Francesco Laurana (ca. 1430-voor 12 maart 1502), beeldhouwer
- Felix Weingartner (1863-1942), dirigent, componist en pianist
- Georg Ludwig Ritter von Trapp (1880-1947), korvetkapitein van de Oostenrijk-Hongaarse Marine en hoofd van de Oostenrijkse zingende familie Von Trapp
- Branko Čulina (1957), Kroatisch-Australisch voetballer en trainer
- Emilija Kokić (1968), zangeres
- Dado Pršo (1974), voetballer
- Dario Gjergja (1975), basketbalcoach
- Mate Dujilo (1982), voetballer
- Hrvoje Ćustić (1983-2008), voetballer
- Danijel Subašić (1984), voetballer (doelman)
- Luka Modrić (1985), voetballer
- Jurica Buljat (1986), voetballer
- Ivan Santini (1989), voetballer
- Bernarda Pera (1994), tennisspeelster
- Dominik Livaković (1995), voetballer (doelman)
- Stipe Perica (1995), voetballer
- Martin Erlić (1998), voetballer

## Galerij

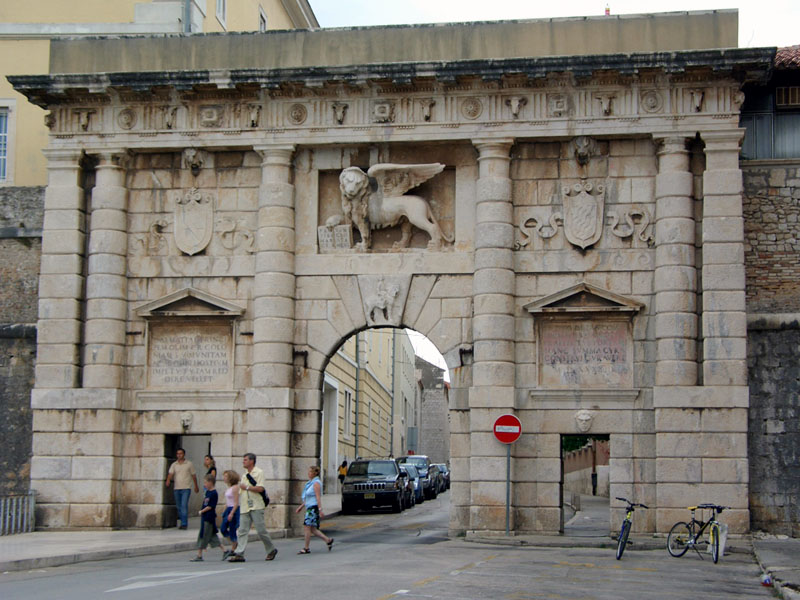
De Venetiaanse stadspoort
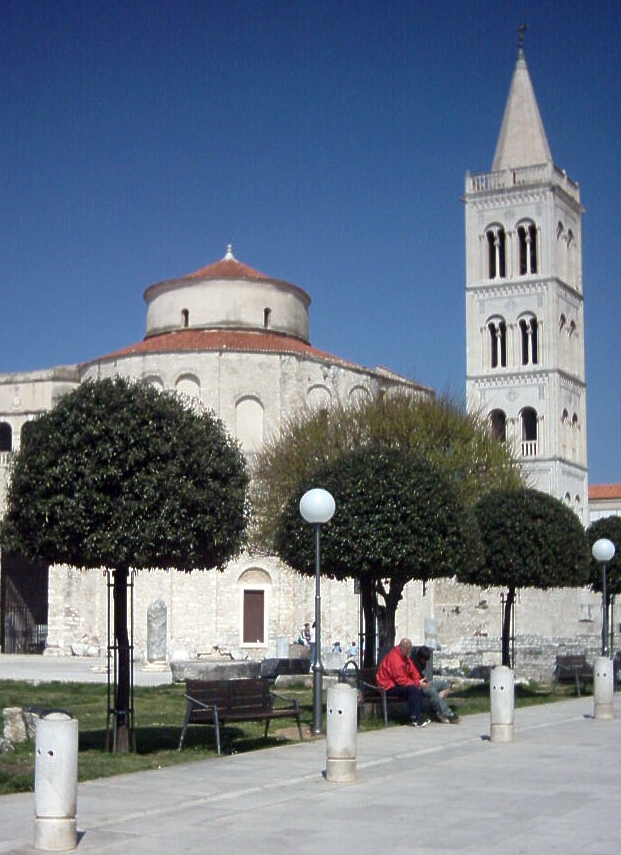
De Sint-Donatuskerk en de toren van de Sint-Anastasiakathedraal
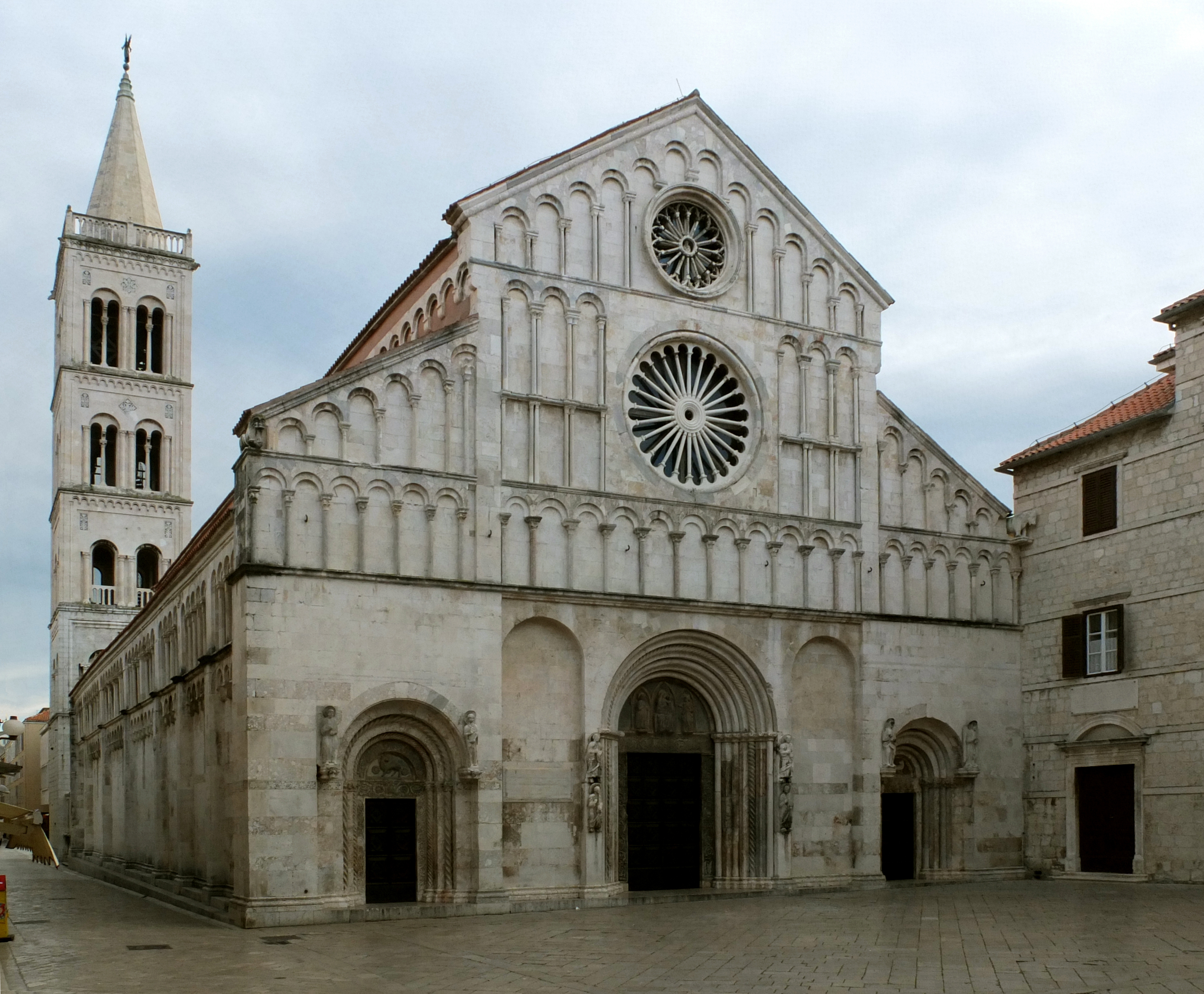
De Sint-Anastasiakathedraal
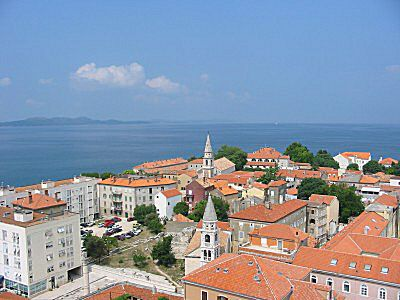
Gezicht op Zadar